# Hong Chau
Hong Chau, född 25 juni 1979 i Thailand, är en amerikansk skådespelare.
Hennes föräldrar var vietnamesiska båtflyktingar och Chau föddes i ett thailändskt flyktingläger.
Chau slog igenom som skådespelare i långfilmen Downsizing 2017, en roll som hon nominerades till flera roller för. Hon har även medverkat i TV-serierna  Watchmen (2019) och Homecoming (2018–2020). År 2022 medverkade hon i långfilmen The Whale för vilken hon nominerades till en Oscar för bästa kvinnliga biroll.

## Filmografi i urval
- 2014 – Inherent Vice
- 2017 – Downsizing
- 2019 – Watchmen (TV-serie)
- 2019 – Driveways
- 2018–2020 – Homecoming (TV-serie)
- 2022 – The Whale
- 2022 – The Menu
- 2023 – Asteroid City
- 2026 – Wuthering Heights